# Uerikondjera Kasaona
Uerikondjera Veondjavi Kasaona, bekannt als Mamie Kasaona (* 13. Mai 1987 in Sesfontein, Südwestafrika), ist eine ehemalige namibische Fußballspielerin und war 2019 Nationaltrainerin der namibischen Fußballnationalmannschaft der Frauen. Sie ist (Stand April 2024) Co-Trainer der namibischen Frauennationalmannschaft und ist (Stand Mai 2023) Trainerin des Kasaona FC.

## Leben
Kasaona wuchs in der Region Kunene auf und besuchte die Putuavanga Senior Secondary School in Opuwo. Anschließend studierte sie Englisch auf Lehramtsbasis am renommierten Windhoek College of Education. Danach bekam sie 2011 ein achtzehnmonatiges Praktikum, im Rahmen eines Austauschprogrammes zwischen Deutschland und Namibia an der Gertrudenschule in Rheine.

### Vereinskarriere
Kasaona startete ihre Karriere mit dem Okahandja Beauties, mit denen sie mehrfach Meister wurde. Im Herbst 2011 verließ sie Namibia und ging nach Deutschland, wo sie ab Januar 2012 zuerst für den Regionalligisten Germania Hauenhorst und ab Januar 2012 für die TSG Wilhelmsfeld spielte. Nach Ablauf ihres Praktikums in Rheine im Sommer 2012 kehrte sie nach Namibia zurück und spielt seither für 21 Brigade United.

### Nationalmannschaft
Seit 2007 gehörte Kasaona zur A-Nationalmannschaft ihres Heimatlandes Namibia. 2010 wurde sie als Vorsitzende des Mannschaftsrates gewählt und war seither Mannschaftskapitänin.